# 379173 Gamaovalia
379173 Gamaovalia este o planetă minoră (asteroid) din centura de asteroizi. A fost descoperită pe 10 septembrie 2009 la Observatorio del Teide⁠(d) de Matthias Busch⁠(d). 
Obiectul prezintă o orbită caracterizată de o semiaxă mare de 2,623891442332 UAi, o excentricitate de 0,2, o înclinație de 13,9 ° în raport cu ecliptica.